# Са Перда Су Гату (Каљари)
Са Перда Су Гату је насеље у Италији у округу Каљари, региону Сардинија.
Према процени из 2011. у насељу је живело 136 становника. Насеље се налази на надморској висини од 63 м.